# وودبريدج (إلينوي)
وودبريدج (بالإنجليزية: Woodridge, Illinois)‏ هي قرية تقع في الولايات المتحدة في إلينوي. يقدر عدد سكانها بـ 32,971 نسمة .